# 廣東殼灰介
廣東殼灰介（学名：Coquimba guangdongensis）为半花介科殼灰介屬下的一个种。其种加词“guangdongensis”意为“广东的”。